# Ra’s al Ghul
Ra’s al Ghul (imię pisane także Rā's al Ghūl; arab. رأس الغول) – fikcyjna postać (złoczyńca) występujący w komiksach z udziałem Batmana, które wydaje DC Comics. Został stworzony przez scenarzystę Dennisa O’Neila i rysownika Neala Adamsa. Po raz pierwszy wzmianka o nim pojawiła się w historii Daughter of the Demon z komiksu Batman vol. 1 #232 (czerwiec 1971). Główną inspiracją dla Ra’s al Ghula był złoczyńca z książek autorstwa Saxa Rohmera - dr Fu Manchu, jak również motywy z szóstego filmu o przygodach Jamesa Bonda pod tytułem W tajnej służbie Jej Królewskiej Mości (On Her Majesty's Secret Service) z 1969 roku. Jego imię po arabsku oznacza „Głowa Demona”, jest też nawiązaniem do gwiazdy Algol.
Ra’s al Ghul jest jednym z najpotężniejszych i najgroźniejszych przeciwników Batmana. Jest potężnym ekoterrorystą, stojącym na czele międzynarodowej siatki przestępczej i przywódcą Ligi Zabójców (League of Assassins). Najprawdopodobniej pochodzi z Arabii, z miasta o silnej mniejszości chińskiej. Ra’s al Ghul jest synem Sensei. Ma dwie córki: Talię al Ghul i Nyssę Raatko, a także syna – Dusana al Ghula, jest także dziadkiem Damiana Wayne’a (syna Talii i Bruce’a Wayne’a). Jest praktycznie nieśmiertelny, dzięki okresowym kąpielom w tzw. Jamach Łazarza (Lazarus Pits) - łaźni alchemicznej, zdolnych ożywić martwą osobę. Wielokrotnie występował przeciw Batmanowi, którego wysoko ceni jako swojego wroga. Jest jedną z niewielu osób, które znają jego prawdziwą tożsamość. Kilkukrotnie próbował zrobić z niego dziedzica swej organizacji poprzez ślub ze swoją córką, Talią al Ghul.
Ra’s al Ghul gościł w najróżniejszych adaptacjach komiksów o Batmanie. W filmie Batman: Początek (Batman Begins) w jego rolę wcielili się Ken Watanabe (fałszywy Ra's) oraz Liam Neeson („Ducard”/prawdziwy al Ghul). Liam Neeson powrócił do tej roli w trzeciej części trylogii o przygodach Batmana w reżyserii Christophera Nolana pod tytułem Mroczny rycerz powstaje (The Dark Knight Rises), zaś młodego Ra’s al Ghula zagrał Josh Pence. W trzecim sezonie serialu telewizyjnego Arrow w rolę Ra’s al Ghula wciela się australijski aktor Matthew Nable.
W zestawieniu 100 największych komiksowych złoczyńców portalu internetowego IGN Ra’s al Ghul zajął siódme miejsce.
Jest głównym antagonistą w 3 sezonie serialu Arrow stworzonego przez studio CW.